# Russisch kampioenschap waterpolo heren
Het Russisch kampioenschap waterpolo is de hoogste competitie voor waterpolo in Rusland voor Heren. De organisatie is in handen van de Russische Zwembond. De competitie is ontstaan in het seizoen 1992-1993 als opvolger van het kampioenschap waterpolo van de Sovjet-Unie.

## Russische landskampioenen Heren
| Seizoen   | Club              |
| --------- | ----------------- |
| 1992–1993 | CSK VMF Moscou    |
| 1993–1994 | Dynamo Moscou     |
| 1994–1995 | Dynamo Moscou     |
| 1995–1996 | Dynamo Moscou     |
| 1996–1997 | Spartak Volgograd |
| 1997–1998 | Dynamo Moscou     |
| 1998–1999 | Spartak Volgograd |
| 1999–2000 | Dynamo Moscou     |
| 2000–2001 | Dynamo Moscou     |
| 2001–2002 | Dynamo Moscou     |
| 2002–2003 | Spartak Volgograd |
| 2003–2004 | Spartak Volgograd |
| 2004–2005 | Shturm 2002       |
| 2005–2006 | Shturm 2002       |
| 2006–2007 | Sintez Kazan      |
| 2007–2008 | Shturm 2002       |
| 2008–2009 | Shturm 2002       |
| 2009–2010 | Lukoil-Spartak    |

### Meeste titels per club
| Club              | Aantal | Jaartallen                               |
| ----------------- | ------ | ---------------------------------------- |
| Dynamo Moscou     | 7      | 1994, 1995, 1996, 1998, 2000, 2001, 2002 |
| Spartak Volgograd | 4      | 1997, 1999, 2003, 2004                   |
| Shturm 2002       | 4      | 2005, 2006, 2008, 2009                   |
| CSK VMF Moscou    | 1      | 1993                                     |
| Sintez Kazan      | 1      | 2007                                     |
| Lukoil-Spartak    | 1      | 2010                                     |